# Deutsches biographisches Generalregister
Das Deutsche biographische Generalregister (DBG) bildet laut seinem Untertitel einen „Fundstellen-Nachweis für mehr als 1000 biographische Nachschlagewerke, die zwischen 1950 und 2000 erschienen sind.“ Herausgeber der seit dem Jahr 2001 erscheinenden Bibliographie ist Willi Gorzny, zugleich Namensgeber des in Pullach im Isartal ansässigen Verlages Willi Gorzny, in dem die Reihe mit der ISBN 978-3-924276-21-8 erscheint. 2020 erschien Band 27 Slabbert–Sthamer.